# کورتنی هاوز
کورتنی هاوس (انگلیسی: Kortney Hause؛ زادهٔ ۱۶ ژوئیهٔ ۱۹۹۵) بازیکن فوتبال اهل انگلستان است که در پست مدافع میانی بازی می‌کند.
از باشگاه‌هایی که در آن بازی کرده‌است می‌توان به باشگاه فوتبال ولورهمپتون واندررز، باشگاه فوتبال وایکام واندررز، باشگاه فوتبال گیلینگام، و باشگاه فوتبال وستهام یونایتد اشاره کرد.
وی همچنین در تیم‌های ملی فوتبال زیر ۲۰ سال انگلستان و زیر ۲۱ سال انگلستان بازی کرده‌است.